# Sunrise (företag)
Sunrise (japanska: サンライズ Sanraizu?) är en japansk animationsstudio, grundad 1972. Det är ett dotterbolag till underhållningsföretaget Bandai. Sunrise tillhör Japans största och mest välkända animationsstudior, med produktioner som Gundam, Vision of Escaflowne, Cowboy Bebop och Gintama.

## Beskrivning och historik
Studion grundades september 1972, av tidigare medlemmar av Mushi Production (Osamu Tezukas produktionsbolag). Det ursprungliga namnet var Sunrise Studio (japanska: 有限会社サンライズスタジオ Yugen-kaisha Sanraizu Sutajio?). Sunrise kom tidigt att koncentrera sig på robotanime – mecha.
Företagets tidigare namn var Sunrise Studio och efter det Nippon Sunrise. Huvudkontoret är belägt i Tokyo, Tokyo.
Man har producerat ett antal kritikerrosade och populära animeserier (producerade direkt för anime), som Gundam, Armored Trooper Votoms, Crush Gear Turbo, Vision of Escaflowne, Cowboy Bebop, Witch Hunter Robin, My-HiME, My-Otome och Code Geass: Lelouch of the Rebellion. Dessutom har man gjort ett flertal anime-bearbetningar av light novels som Dirty Pair, Kyōkai senjou no Horizon och Accel World och bearbetningar av manga som City Hunter, InuYasha, Outlaw Star, Yakitate!! Japan, Planetes, Keroro Gunso och Gin Tama.
Bland de Sunrise-anime som vunnit tidningen Animages utmärkelse "Anime Grand Prix" kan nämnas Mobile Suit Gundam (1979–1980), Space Runaway Ideon (1980), Crusher Joe (1983, samproduktion), Dirty Pair (1985), Future GPX Cyber Formula (1991), Gundam SEED (2002), Gundam SEED Destiny (2004 och 2005), Code Geass: Lelouch of the Rebellion (2006 och 2007) och Code Geass R2 (2008).